# Kołaki-Kwasy
Kołaki-Kwasy – wieś sołecka w Polsce położona w województwie mazowieckim, w powiecie ciechanowskim, w gminie Opinogóra Górna.
Jest to wieś rodowa rodziny Kołakowskich herbu Kościesza. Początki rodu Kołakowskich w tej wsi sięgają XIV wieku.
W latach 1975–1998 miejscowość administracyjnie należała do województwa ciechanowskiego.